# L'Oiselle
L'Oiselle est une héroïne de fiction créée par René d'Anjou, dont les aventures littéraires furent publiées pour la première fois dans le roman-feuilleton L'Oiselle ou Royale énigme dans l'hebdomadaire féminin La Mode du Petit Journal en 1909.
Grâce à son costume qui lui permet de voler, elle est capable de véritables prouesses aériennes qu'elle met au service de l'organisation « Les Compagnons de l'Étoile Noire ». Ce personnage, véritable super-héroïne avant la lettre, utilise sa technologie pour mettre un terme aux agissements d'une organisation criminelle.

## Inspiration
À partir de la fin du XIXe siècle, une nouvelle mode se propage dans les cabarets parisiens, celle des spectacles de femmes volantes. Ainsi, à l'instar de l'Alcazar, des Folies Bergère et de l'Amphithéâtre, plusieurs établissements proposent des numéros de danseuses qui, au moyen de câbles ou d'effets optiques, se hissent quelques mètres dans les airs. En 1902, le réalisateur-prestidigitateur Georges Meliès réalise La Femme volante, un film dans lequel l'héroïne alterne des chorégraphies dansantes et des scènes de vol.

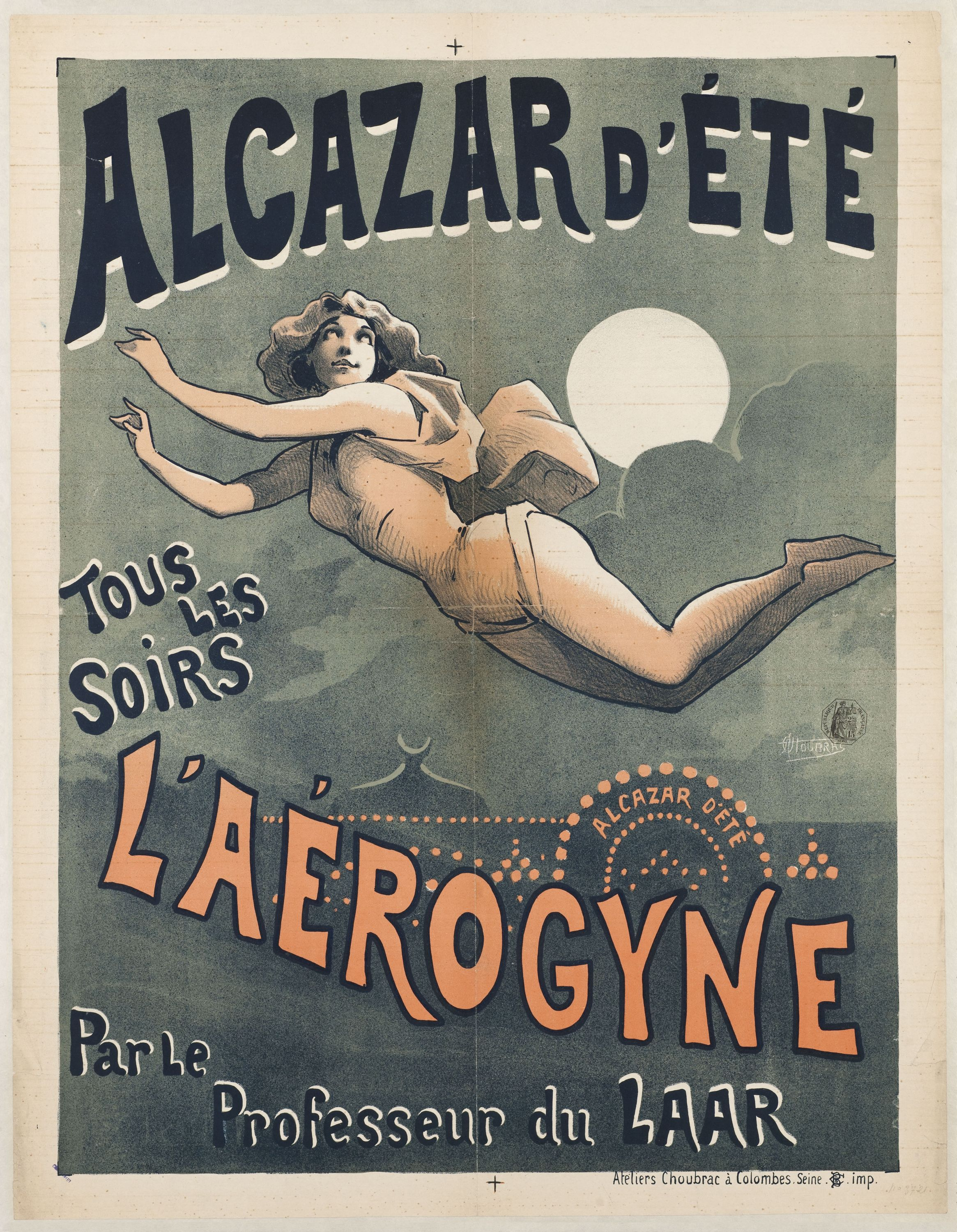
L'Aérogyne à l'Alcazar d'été, affiche d'Alfred Choubrac, musée Carnavalet, vers 1880-1900.
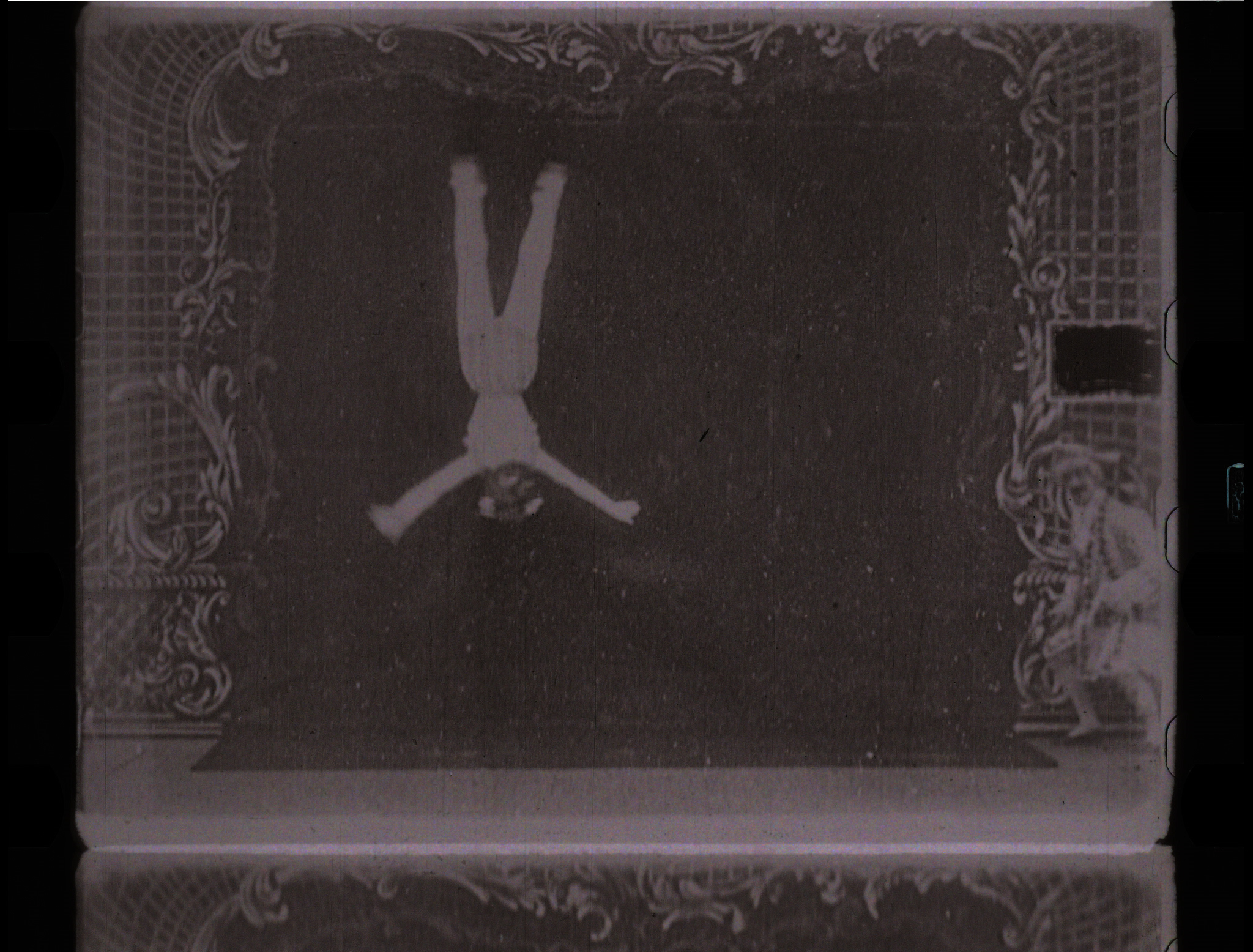
Photogramme de La Femme volante, film réalisé par Georges Meliès, 1902.
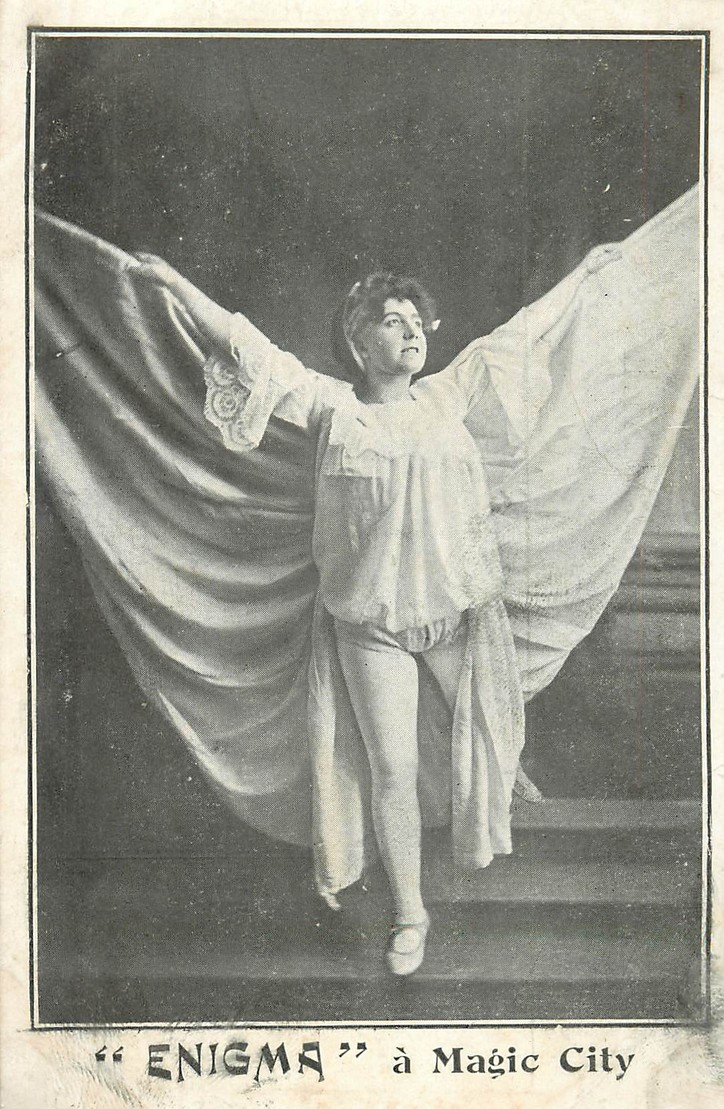
Spectacle d'« Enigma » au parc d'attractions parisien Magic City, carte postale publicitaire, vers 1900-1910.

## Publications
Les aventures de l'Oiselle écrites par la romancière Renée Gouraud d’Ablancourt, alias René d'Anjou, paraissent pour la première fois en feuilleton dans La Mode du Petit Journal à partir de 18 juillet 1909 sous le titre de L'Oiselle ou Royale énigme. Le récit fut de nouveau publié en feuilleton sous le titre Véga la magicienne dans L'Indépendant du Cher à partir du 17 août 1911. Enfin, le roman paraît en format relié l'année suivante aux éditions J. Siraudeau avec des variantes.
Les aventures de l'Oiselle qui racontent l'histoire d'une jeune femme de dix-huit ans capable de voler, de mettre en déroute des malfrats, et en outre de secourir un homme, attire à René d'Anjou un certain nombre de critiques, en particulier de la presse catholique qui déplore une perte des valeurs.

## Présentation du personnage
De son vrai nom Véga de Ortega, elle est également connue sous le nom de Lady-Bird aux États-Unis où elle a réalisé ses premiers exploits. À l'aide de sa combinaison noire dotée d'ailes artificielles, elle parvient à pourchasser aisément les malfrats qui la prennent pour une créature surnaturelle. C'est ainsi qu'elle vient à plusieurs reprises au secours à un homme, Daniel de San-Remo, dont la vie est menacée pour une histoire d'héritage.
Véga de Ortega a été formée par une organisation secrète, les Compagnons de l'Étoile Noire. Elle a ainsi bénéficié d'une éducation qui l'a rendu complètement insensible à la peur, si bien qu'elle est la seule à pouvoir utiliser sa combinaison volante. Les Compagnons de l'Étoile Noire forment une société anarchiste qui s'est fixé comme objectif de créer une utopie mondiale avec la disparition de toutes les frontières. Basée sur une île méditerranéenne, la Stella Negra, l'organisation emploie de nombreux scientifiques qui développent une technologie très développée, à l'instar de la combinaison de l'Oiselle. En outre, Véga bénéficie des douze tubes de vie : des substances fabriquées par son ami, Aour-Ruoa, un scientifique égyptien doté, comme elle,, d'un pouvoir de télépathie, qui lui permettent d'augmenter temporairement ses sens, son endurance ou de renforcer son métabolisme. Enfin, au cours de ses aventures, l'Oiselle utilise également une lunette de vision nocturne.

## Cycle des Compagnons de l'Étoile Noire
Le roman L'Oiselle ou Royale énigme se rattache à un cycle développé par René d'Anjou. Ainsi, cette série se déroule en partie en Alaxa, un royaume fictif gouverné par Alexis III, en guerre contre son voisin la Kouranie. Dans cet univers, la technologie est avancée grâce aux travaux du génial alchimiste Fédor Romalewski dans son laboratoire « L'Île Verte » ou grâce à l'organisation révolutionnaire Les Compagnons de l'Étoile Noire.
Les Compagnons de l’Étoile Noire sont en conflit avec une autre société secrète, les Amis du Bonheur ; et si l'Oiselle a un sens profond du bien, l'organisation est quant à elle nettement plus pragmatique et n'hésite pas à commettre des crimes pour parvenir à ses fins. C'est ainsi que ses membres recourent aux meurtres et aux enlèvements d'enfants s'ils en ressentent la nécessité.
Romans composant le cycle :
- Maître après Dieu (1901)
- Aigle et colombe (1902-1903)
- Rêve d'amour (1905)
- Le Prince Fédor (1907)
- Les Compagnons des ténèbres (1909)
- Le Pardon d'outre-tombe (1909)
- L'Oiselle ou Royale énigme (1909)

## Postérité
Le roman de René d'Anjou est transcrit sur Wikisource en 2019 par une participante à un défi en ligne visant à mettre en lumière des autrices dans le domaine public,. En outre, le personnage de l'Oiselle sort de l'ombre en 2022, après un siècle d'oubli ; tandis que ses aventures d'origine sont rééditées par la maison d'édition Banquises et comètes, une adaptation en bande dessinée est entreprise par les scénaristes Fabrice Sapolsky et Dawn J. Starr, et le dessinateur Daniele Sapuppo,.